# Titulus Crucis

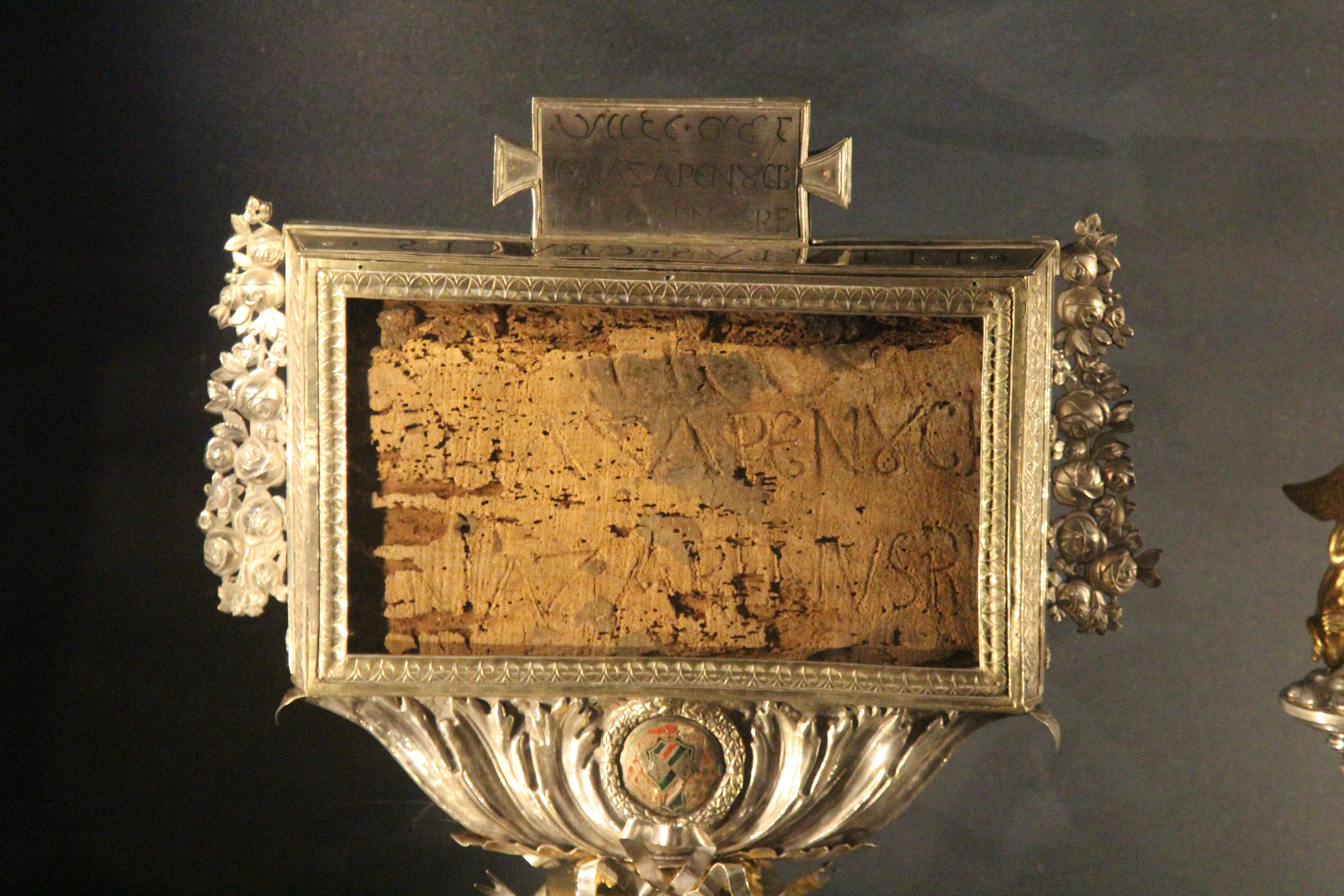
Relikwiarz zawierający fragment Titulus Crucis

Titulus Crucis (łac. "Tytuł Krzyża") – nazwa tabliczki z napisem INRI, która wedle chrześcijan została zawieszona na krzyżu Jezusa Chrystusa jako powód jego skazania na śmierć. Według chrześcijańskiej tradycji jedna połówka tabliczki zachowała się po dziś dzień i jest przechowywana jako ważna relikwia w bazylice Świętego Krzyża w Rzymie.
Prowadzone są dyskusje na temat autentyczności titulusa z Rzymu. Carsten Peter Thiede potwierdza jego autentyczność, m.in. na podstawie charakterystycznego pisma dla Żydów z I-III w.
W 2002 naukowcy z uniwersytetu Roma Tre w Rzymie zbadali wiek relikwii za pomocą datowania radiowęglowego. Ich wynik wskazał, że wykonano ją pomiędzy 980 a 1146 n.e. (nieskalibrowana data to 1020 n.e. ± 30, skalibrowana 996-1023 n.e. (1σ) i 980-1146 n.e. (2σ). Wyniki te zostały opublikowane w czasopiśmie „Radiocarbon”. Z badań wynika zatem, że Titulus Crucis jest średniowiecznym artefaktem, być może kopią zaginionego oryginału.